# Bistum Loikaw
Das Bistum Loikaw (lat.: Dioecesis Loikavensis) ist eine in Myanmar gelegene römisch-katholische Diözese mit Sitz in Loi-kaw.

## Geschichte
Das Bistum Loikaw wurde am 14. November 1988 durch Papst Johannes Paul II. mit der Apostolischen Konstitution Catholica Ecclesia aus Gebietsabtretungen des Bistums Taunggyi errichtet. Es ist dem Erzbistum Taunggyi als Suffraganbistum unterstellt.

## Bischöfe von Loikaw
- Sotero Phamo, 1988–2014
- Stephen Tjephe, 2014–2020
- Celso Ba Shwe, seit 2023